# Sphaerocoryne peterseni
Sphaerocoryne peterseni är en nässeldjursart som beskrevs av Bouillon 1984. Sphaerocoryne peterseni ingår i släktet Sphaerocoryne och familjen Sphaerocorynidae. Inga underarter finns listade i Catalogue of Life.